# Кан сир л'Ил
Кан сир л'Ил (фр. Camps-sur-l'Isle) насеље је и општина у југозападној Француској у региону Аквитанија, у департману Жиронда која припада префектури Либурн.
По подацима из 2011. године у општини је живело 565 становника, а густина насељености је износила 187,09 становника/km². Општина се простире на површини од 3,02 km². Налази се на средњој надморској висини од 19 метара (максималној 24 m, а минималној 11 m).

## Демографија
| 1962. | 1968. | 1975. | 1982. | 1990. | 1999. | 2011. |
| ----- | ----- | ----- | ----- | ----- | ----- | ----- |
| 297   | 356   | 376   | 377   | 379   | 388   | 565   |

График промене броја становника у току последњих година